# Cecilie Hollberg

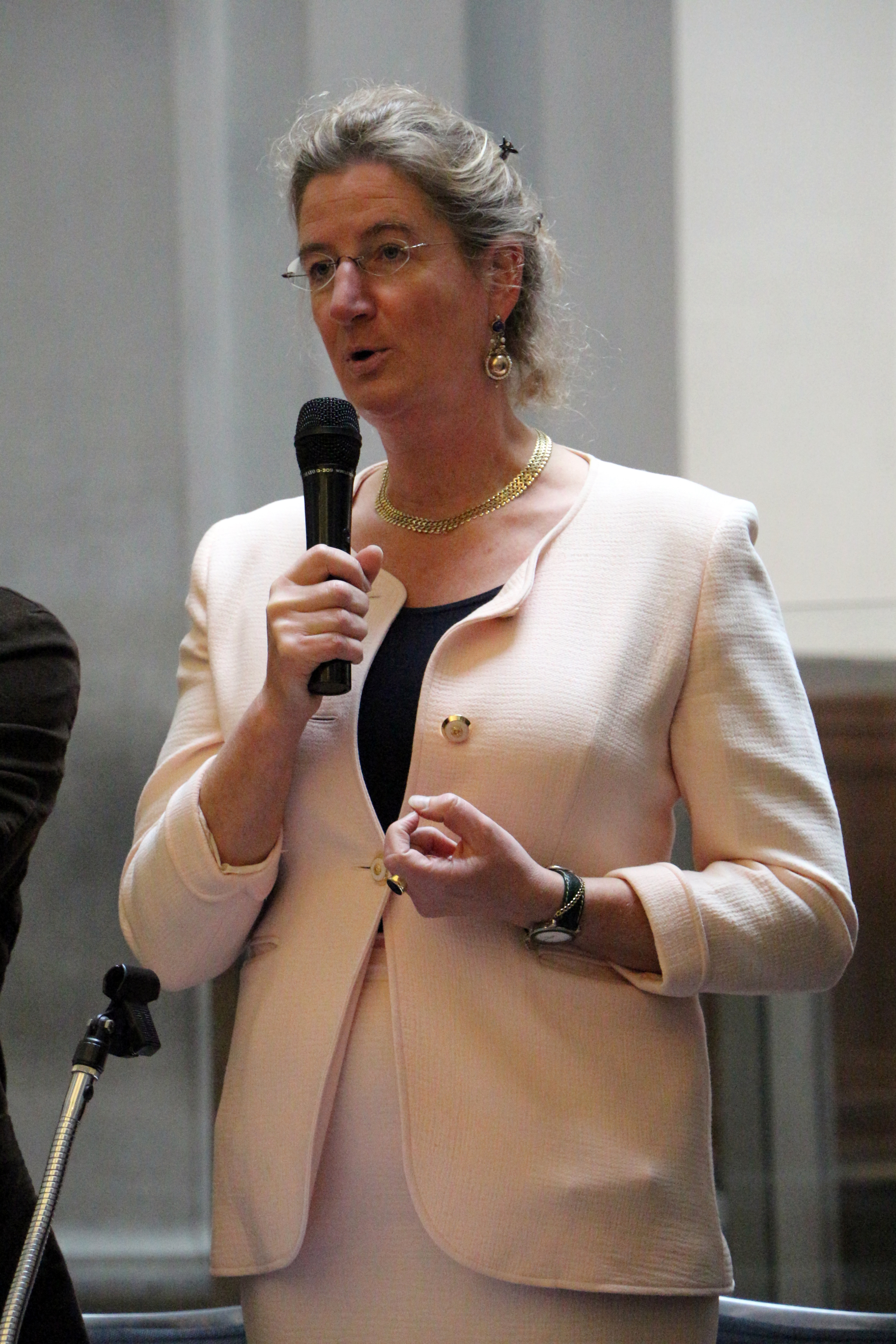
Cecilie Hollberg (2016)

Cecilie Hollberg (geboren 1967 in Soltau) ist eine deutsche  Historikerin und Museumsleiterin.

## Leben
Cecilie Hollberg studierte Geschichte, Germanistik, Politikwissenschaften und Italienisch in Rom, München sowie bei Hartmut Boockmann in Göttingen. Sie wurde im Jahr 2000 an der Universität Göttingen bei Ernst Schubert promoviert.
Berufliche Stationen waren in Dresden, Magdeburg und in der Kustodie der Universität Leipzig. Im Landesmuseum Hannover war sie als Projektleiterin der Landesausstellung 1714. Hannovers Herrscher auf Englands Thron (1714 bis 1837) für das Jahr 2014 tätig. Hollberg übernahm 2010 die Leitung des Städtischen Museums in Braunschweig, das nach einem Umbau 2012 wiedereröffnet wurde.
Im August 2015 wurde sie zur Museumsdirektorin der Galleria dell’Accademia in Florenz ernannt. Zum 22. August 2019 wurde ihr gekündigt. Hintergrund ist die Eingliederung der Galleria in die Uffizien, wodurch die zusätzliche Leitungsposition wegfällt. Am 29. Januar 2020 wurde berichtet, dass sie diese Stelle wieder aufnimmt.
Hollberg verglich im Januar 2024 die Stadt Florenz in einer Kritik am Massentourismus mit einer „Prostituierten“, die nicht mehr zur Jungfrau werden könne. Ihre Aussage löste heftige Kritik aus, insbesondere vom italienischen Kulturminister und der stellvertretenden Bürgermeisterin von Florenz, die Hollbergs Vergleich als beleidigend empfanden. Hollberg entschuldigte sich später für ihre Wortwahl und erklärte, dass sie mit ihrer Aussage auf die Notwendigkeit eines verantwortungsvollen Tourismus in Florenz hinweisen wollte.

## Schriften (Auswahl)
- Deutsche in Venedig im späten Mittelalter: eine Untersuchung von Testamenten aus dem 15. Jahrhundert. Studien zur historischen Migrationsforschung (SHM). Göttingen: V&R unipress, 2005. Zugl.: Göttingen, Univ., Diss., 2000
- mit Detlef Döring (Hrsg.): Erleuchtung der Welt. Sachsen und der Beginn der modernen Wissenschaften – 600 Jahre Universität Leipzig. Sandstein-Verlag, Dresden 2009
- (Hrsg.): Walter Dexel (1890-1973) – Konstruierte Welten. Ausstellung Städtisches Museum Braunschweig. Dresden: Sandstein Verlag, 2014